# Hraničky (Vranová Lhota)
Hraničky jsou osada a základní sídelní jednotka obce Vranová Lhota v okrese Svitavy. Leží v katastrálním území Vranová. Nachází se na levém břehu řeky Třebůvky, naproti osadě Jarovice, asi 15 km jihovýchodně od Moravské Třebové a 17 km jihozápadně od Mohelnice. V roce 2011 zde žilo 13 obyvatel v třinácti domech.
Osadou prochází silnice II/644. Sousedními vesnicemi jsou Pěčíkov a Vranová. Protéká tudy Radelnovský potok.
| Rok            | 1869 | 1880 | 1890 | 1900 | 1910 | 1921 | 1930 | 1950 | 1961 | 1970 | 1980 | 1991 | 2001 | 2011 |
| -------------- | ---- | ---- | ---- | ---- | ---- | ---- | ---- | ---- | ---- | ---- | ---- | ---- | ---- | ---- |
| Počet obyvatel | 78   | 80   | 67   | 74   | 65   | –    | 61   | –    | –    | 53   | 35   | 20   | 14   | 13   |
| Počet domů     | 14   | 14   | 14   | 14   | 14   | 14   | 14   | –    | –    | 13   | 10   | 9    | 13   | 13   |